# Lerín
Lerín es una villa y un municipio español de la Comunidad Foral de Navarra, situado en la Merindad de Estella, en la Ribera del Alto Ebro y a 55 km de la capital de la comunidad, Pamplona. Su población en 2020 fue de 1746 habitantes (INE).

## Geografía
Lerín se encuentra situado a una altitud de 437 m s. n. m. y su término municipal tiene una superficie de 98,16 km². El pueblo se eleva a unos 100 metros de altura sobre el cauce del Ega.
El territorio se reparte en dos estructuras de tipo halocinético: al norte el sinclinal de Miranda de Arga, y al sur el anticlinal de Falces. Estas formaciones se crearon durante el oligoceno y el mioceno. Abundan los yesos, arcillas y calizas, adoptando claramente la formación Lerín.
El río Ega cruza el término municipal de norte a sur cortando las sierras de yeso y caliza que encuentra a su paso. A ambos lados del río los aluviones se escalonan en diversos niveles de terrazas fluviales.
En el término municipal no queda gran cosa de la cubierta vegetal originaria, únicamente quedan pinares de repoblación (pino carrasco), algún pino silvestre, y choperas a lo largo del río.
Limita al norte con Allo, Oteiza de la Solana y Larraga, al este con Miranda de Arga y Falces, al sur con Andosilla y Cárcar y al oeste con Sesma.

### Clima
Lerín cuenta con un clima mediterráneo continental subárido, caracterizado por tener unos inviernos fríos y unos veranos cálidos, las lluvias son escasas e irregulares.
Los datos de la ficha meteorológica de Lerín, facilitados por los Departamentos de Desarrollo Rural e Industria del Gobierno de Navarra, en relación con precipitaciones (años 1958-2004) y temperaturas (años 1975-2004), son los siguientes:
| Meses                    | Ene  | Feb  | Mar  | Abr  | May  | Jun  | Jul  | Ago  | Sep  | Oct  | Nov  | Dic  | Año   |  |
| Precipitación media (mm) | 37,4 | 24,4 | 29,3 | 47,3 | 54,8 | 40,3 | 24,2 | 20,9 | 34,6 | 42,4 | 42,9 | 44,1 | 442,5 |  |
| Días de lluvia           | 7    | 5    | 6    | 8    | 7    | 5    | 4    | 3    | 4    | 8    | 8    | 8    | 73    |  |
| Temp. media máxima (°C)  | 9,4  | 11,8 | 15,1 | 16,6 | 21,1 | 26,0 | 29,2 | 29,6 | 25,3 | 19,4 | 13,4 | 10,0 | 18,9  |  |
| Temperatura media (°C)   | 6,2  | 8,1  | 10,6 | 11,9 | 15,9 | 20,1 | 22,9 | 23,3 | 19,8 | 15,0 | 10,0 | 7,0  | 14,2  |  |
| Temp. media mínima (°C)  | 3,0  | 4,4  | 6,1  | 7,2  | 10,8 | 14,2 | 16,6 | 16,9 | 14,3 | 10,7 | 6,7  | 4,0  | 9,6   |  |

## Historia

### Edad Antigua
Posiblemente el hombre habitó en Lerín desde hace miles de años, en su término municipal se han encontrado restos de la Edad de Bronce, así como un posible yacimiento de la Edad de Hierro, y diversos asentamientos de la época romana, que muy probablemente fueran «villas» de explotación agrícola o ganadera.

### Edad Media
Su castillo, era cabeza de una tenencia al menos desde el siglo XI (1066). La villa pertenecía al rey. Sancho VII el Fuerte en 1211, concedió un fuero de unificación de pechas, y además, reglamentó sobre el trabajo y prestaciones que debían de realizar los labradores en el Castillo cuando fueran requeridos. Para esas fechas ya debía de existir un concejo, que unos años después, en 1263, cedió al monarca el derecho de patronato sobre la iglesia. Durante unos años las pechas y rentas fueron cedidas a un caballero castellano, Ruiz López de Abalos, pero en 1406 volvió a cobrarlas la corona.
En 1425 Carlos III de Navarra, instituyó el condado de Lerín para su hija natural Juana, casada con Luis de Beaumont. La villa se convirtió en el centro de las posesiones beaumontesas (Sesma, Cirauqui, Eslava y Sada).
Desde el castillo de Lerín se organizaron levantamientos frente a Juan II, por lo que sufrió varios asedios e importantes daños (1469). Durante los reinados de Francisco Febo y Catalina y Juan de Albret, continuaron los levantamientos beaumonteses, por lo que se buscó la mediación pacificadora del rey de Castilla, el cual se comprometió a alejar al conde rebelde, pero para llevar a cabo su misión las tropas castellanas ocuparon las posesiones beaumontesas, entre ellas Lerín.
El conde se reconcilió con la Corona y le fueron devueltas sus plazas (1501). No tardó mucho en reanudar los conflictos, por este motivo Lerín fue asediado, y tomado en 1507, incorporándose a la Corona. Como reconocimiento a los pobladores que habían ayudado a expulsar a los beaumonteses, los reyes de Navarra, le concedieron al lugar el título de buena villa con derecho de asiento en Cortes, y declaró libres a sus habitantes.
Con la incorporación del reino a la Corona de Castilla, se le restituyeron al conde todas sus posesiones. Carlos I confirmó en 1520 el privilegio del Príncipe de Viana.
A finales del siglo XVI quedó vinculado el título de conde de Lerín con el de la casa de Alba, en la persona de Antonio Álvarez de Toledo y Beaumont, sexto conde de Lerín por su madre Brianda de Beaumont, y quinto duque de Alba por su padre Diego Álvarez de Toledo.

### Edad Contemporánea
Hasta la primera mitad del siglo XIX, había en la villa un convento de capuchinos, otro de monjas concepcionistas y un hospital, el cual existía desde 1567 y era propiedad de la Cofradía de San Pedro. Con las desamortizaciones las comunidades religiosas y el hospital desaparecieron.
En 1820 Lerín fue convertido en cabeza de partido judicial, pero en 1823, tras la derogación de la obra de las Cortes españolas y de los gobiernos del trienio liberal, perdió esa calidad.
Debido a su orografía era especialmente apto para la defensa, por este motivo sufrió las guerras del siglo XIX. El 26 de octubre de 1808 fue incendiado en parte por las tropas francesas. En Lerín el guerrillero Espoz y Mina sufrió una importante derrota. Durante las guerras carlistas sirvió de fortaleza a los liberales, y el pueblo sufrió daños. En 1810 fue asesinado en Lerín Pedro María Jordán de Urriés y Fuenbuena, marqués de Ayerbe. Tras haber estado con Fernando VII en Valençay, al ser enviado a España por los franceses, se pone en contacto con la Junta Suprema Central para liberar al Rey. Para ello viaja junto a Mariano Renovales a Cataluña, Cádiz y Galicia recabando apoyos. Sale a mediados de septiembre de 1810 disfrazado de campesino junto a un capitán igualmente disfrazado hacia Navarra. En Lerín ambos son asaltados por dos guerrilleros que, tras robarles, los asesinan. Años después, y en el lugar donde cayó abatido, su familia mandó colocar un monumento conmemorativo que aún se conserva en un estado bastante aceptable.

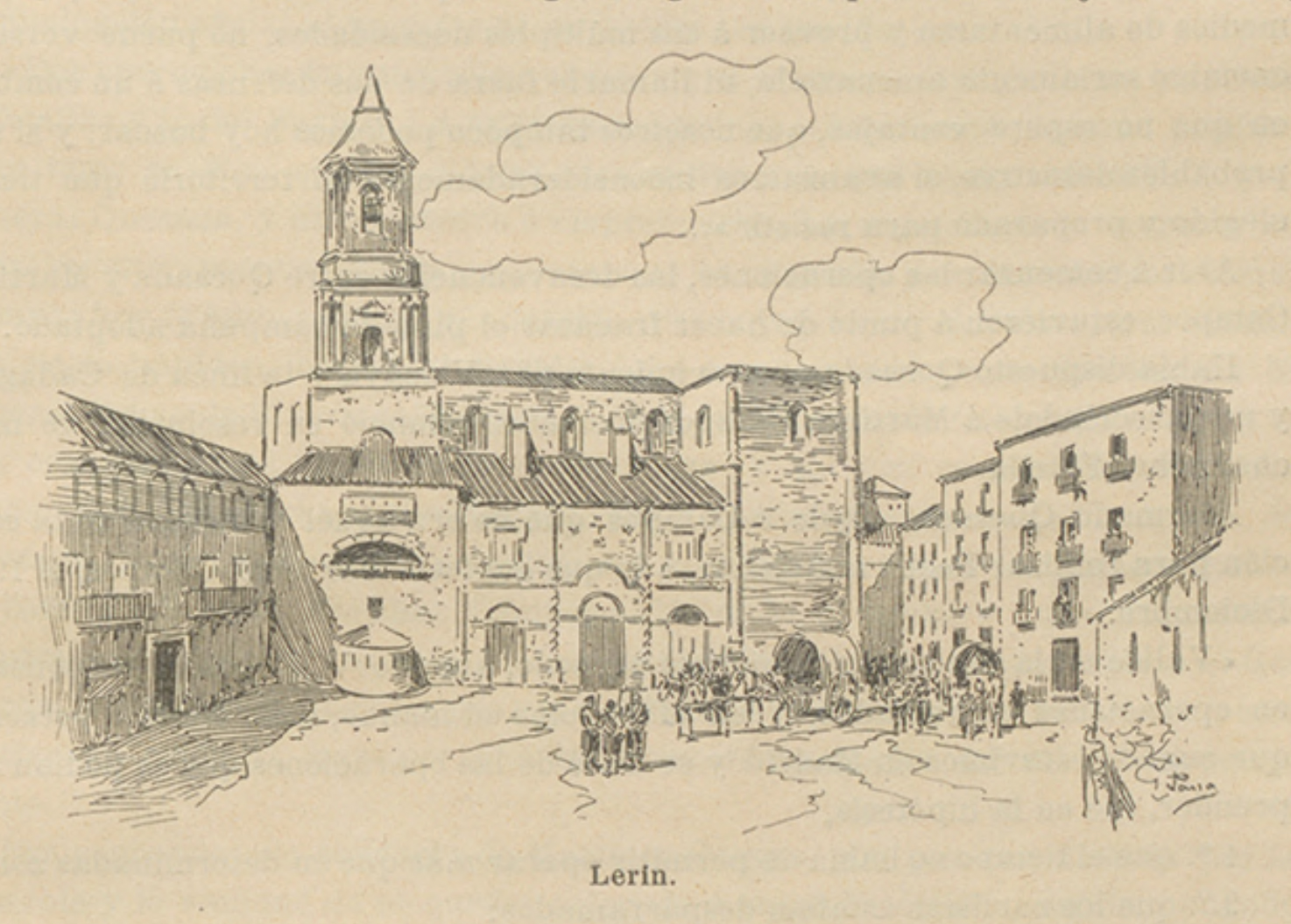
Lerín en Historia de España en el siglo XIX

Durante la segunda mitad del siglo XIX la villa tuvo un desarrollo espectacular. En los años veinte del siguiente siglo, la villa contaba con un convento de las hermanas de Santa Ana, nuevo hospital fundado por el Ayuntamiento en 1916, salinas, talleres de maquinaria, dos molinos de aceite y uno harinero, dos fábricas de chocolate, otra de velas, de aguardiente, dos de calzado.
Baigorri, despoblado de Oteiza de la Solana que linda con Lerín, perteneció a la Casa de Alba hasta 1977, año en el que vendió sus 27.000 robadas a los renteros.
Lerín ha contribuido activamente al desarrollo del movimiento cooperativista: en 1947 se fundaron la Cooperativa Agrícola-Caja Rural, y el Trujal Cooperativo San Isidro, en 1956 la Bodega Cooperativa Virgen Blanca, en 1960 la Cooperativa Conservera Virgen de Gracia, en 1965 la Cooperativa del Campo Santa Bárbara.

## Demografía
Lerín cuenta con una población de 1783 habitantes (INE 2024).
| Gráfica de evolución demográfica de Lerín entre 1842 y 2021 |
| |
| Población de derecho según los censos de población del INE Población de hecho según los censos de población del INEEn este censo se denominaba Lerin y Baigorri: 1842 |

## Economía
La economía del municipio se basa principalmente en la agricultura, el sector secundario y de servicios, en comparación con el sector primario, están menos desarrollados.

#### Agricultura
La superficie cultivada en el municipio se incrementó a principios del siglo XX, con la aparición de la filoxera, se produjo un importante movimiento de roturación de tierras. La superficie de secano cultivada en el año 1891 era de 2100 ha, en el año 1935 pasó a ser de 5626 ha, y según el censo de 1999 se cultivaban 6704 ha. En cambio la superficie dedicada al cultivo de la vid ha sufrido un importante retroceso a lo largo del siglo XX. En 1891 se dedicaban a su cultivo 660 ha, en 1982 eran 354 y en el censo de 1999 se cultivaban 243 ha.
Según el censo agrario de 1999, el reparto de las tierras sería el siguiente: superficie agrícola utilizada 9843 ha, de ellas 3139 ha serían pastos permanentes, y 6704 ha tierras cultivadas, estas a su vez se reparten de la siguiente forma: 6323 ha en herbáceos y barbechos, 34 ha de frutales, 85 ha de olivar, 243 ha de viñedo, y 20 ha de otros. En el año 1980 se hizo la concentración parcelaria. Alrededor de un 40 % del término municipal es comunal, se concentra en un 25 % de la superficie cultivada y en el terreno forestal y de pasto. Alrededor de un 10 % de la superficie total cultivada es de regadío.
En cuanto a la ganadería y en base al censo de 1999, los datos son los siguientes: cabezas de bovino 883, de ovino 3792 y de porcino 4923.

## Administración y política
| Partido político                         | 2015  | 2015       | 2011  | 2011       | 2007  | 2007       | 2003  | 2003       | 1999  | 1999       | 1995  | 1995       | 1991  | 1991       | 1987  | 1987       |
| Partido político                         | %     | Concejales | %     | Concejales | %     | Concejales | %     | Concejales | %     | Concejales | %     | Concejales | %     | Concejales | %     | Concejales |
| Plataforma de Lerín (PDL)                | 40,47 | 4          | —     | —          | —     | —          | —     | —          | —     | —          | —     | —          | —     | —          | —     | —          |
| Unión del Pueblo Navarro (UPN)           | 39,11 | 4          | 61,74 | 6          | 48,65 | 5          | —     | —          | —     | —          | 38,76 | 4          | 29,49 | 3          | 32,34 | 4          |
| Lerín Unido-Lerin Berria (LU-LB)         | 18,23 | 1          | —     | —          | —     | —          | —     | —          | —     | —          | —     | —          | —     | —          | —     | —          |
| Partido Socialista de Navarra (PSN-PSOE) | —     | —          | 30,36 | 3          | 6,37  | 0          | 7,67  | 0          | —     | —          | 20,11 | 2          | 37,29 | 4          | 29,23 | 3          |
| Lerín Democrático (LD)                   | —     | —          | —     | —          | 43,84 | 4          | 59,83 | 6          | 74,46 | 9          | 39,60 | 5          | 31,76 | 4          | 37,14 | 4          |
| Agrupación Progresista de Lerín (APL)    | —     | —          | —     | —          | —     | —          | 31,95 | 3          | —     | —          | —     | —          | —     | —          | —     | —          |

## Cultura

### Patrimonio
El trazado urbano de Lerín es de origen medieval, la calle Mayor atraviesa el pueblo por su parte más alta, las calles, ascendentes, la cortan perpendicularmente, en el centro de la calle Mayor tenemos la plaza de la Constitución. En la plaza destaca la iglesia y la casa parroquial, edificio barroco del siglo XVIII.

#### Castillo
La villa estuvo defendida en la Edad Media por un castillo del que no quedan vestigios. Se tienen noticias de su existencia en el año 1066, Sancho VII el Fuerte, en 1211, realizó reglamentaciones relativas al mantenimiento del Castillo. En el año 1430 la guarnición contaba con 60 hombres de armas y 90 ballesteros. En la villa, existió un palacio que pertenecía a los condes de Lerín, de él solo queda un antiguo sótano. Se emplazaba en un lugar del pueblo que todavía hoy se conoce como «El Palacio».
Los primeros condes de Lerín estuvieron enterrados en un mausoleo situado en la capilla mayor de la iglesia. Era un sepulcro con la estatua de un hombre de rodillas, rodeado de catorce escudos, construido en mármol y alabastro. Teniendo en cuenta que el sacerdote impartía la misa de espalda al pueblo y tenía justo detrás de él el mausoleo es de entender que las gentes no estaban muy contentas con su ubicación. De las paredes colgaban trofeos de guerra, entre ellos el estandarte de César Borgia, las gentes del conde lo mataron en 1507 en Viana. Tuvieron que pasar tres siglos hasta que los lerineses, durante el trienio liberal destuyeron dicho mausoleo.

#### Casa consistorial
Fue construida en 1927 por Víctor Eusa, en un solar sobre el que estuvo la iglesia del convento de Capuchinos. Hasta 1867 el Ayuntamiento estuvo en la calle del Abadejo, y hasta 1928 en el antiguo convento de Capuchinos, hoy asilo hospital.

#### Iglesia

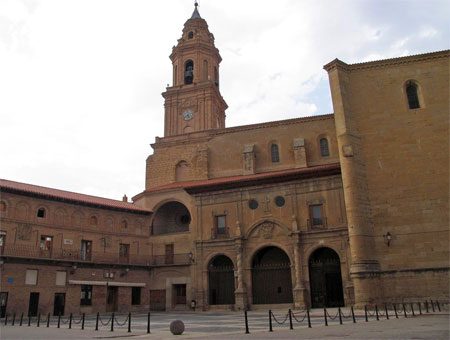
Iglesia de Santa María de la Asunción

En el centro de Lerín se encuentra la iglesia de Santa María de la Asunción iglesia de origen medieval (siglo XIII), ampliada y reformada en el siglo XVI y con algunos añadidos en los siglos XVIII y XIX, por importantes maestros como Orbara, Garaicoechea, Aranaralde, Garayoa y Legarra. La planta es de cruz latina con gran crucero y cabecera pentagonal entre dos pequeñas capillas iguales y sacristía adosada a la cabecera por el lado del evangelio. El espacio interior resulta solemne y grave. El exterior del templo está construido en sillería, donde se aprecian con claridad las diferentes fases constructivas. El acceso desde la plaza se hace desde un gran pórtico realizado a principios del siglo XVIII, se accede también desde otro pórtico, el del evangelio, que se construyó en la primera mitad del siglo XVIII, para proteger la puerta gótica. La torre de ladrillo es barroca y debió de construirse a partir de 1694. En el coro alto se encuentra una bella sillería, de dos órdenes de asientos en estilo rococó del siglo XVIII. Los 46 asientos se enriquecieron con relieves de variada temática.
De la colección de retablos destaca el retablo mayor de estilo rococó realizado por Diego de Camporredondo, arquitecto y escultor de Calahorra quien lo finalizó en el año 1762. En las capillas y crucero se localizan varios retablos barrocos realizados entre finales del siglo XVII y XVIII.
El órgano se construyó en 1738, tanto el tracista, como el realizador del proyecto, y el autor de la mecánica era artesanos locales. Lerín constituye un caso singular en la organería hispana, probablemente no haya otro pueblo en todo España que tenga 12 organeros que durante los siglos XVII y XVIII trabajaran por todo el país. En la actualidad está mudo.

#### Construcciones blasonadas
Entre sus construcciones civiles pueden mencionarse varias casas blasonadas y alguna palaciana.

#### Ermita de Nuestra Señora de la Blanca
Se encuentra junto al río Ega, fue construida en estilo barroco de ladrillo a partir de 1694 y restaurada en 1907 para subsanar los efectos de la primera guerra carlista. Se trata de una hermosa ermita de cruz latina, con amplio crucero y cabecera recta, la bóveda es de medio cañón con fajones y media naranja en el transepto. En su interior destaca la imagen de la Virgen es gótica de principios del siglo XIV.

### Fiestas
Las fiestas patronales se celebran el 15 de agosto en honor a la Virgen de la Asunción. El día 14 tiene lugar el chupinazo y durante toda una semana el pueblo se vuelca en sus festejos entre los que destacan los encierros de vacas bravas.

### Deporte

#### Fútbol
La localidad cuenta con un club de fútbol denominado Club Deportivo Lerinés, que juega sus partidos en el campo de La Romaleta.

#### Atletismo
La localidad cuenta con un club de atletismo denominado Club Atlético Lerinés y que organiza en la actualidad las competiciones siguientes:
- La San Silvestre de Lerín, la carrera de San Silvestre más prestigiosa de Navarra y que se celebrada desde 1985 durante el día de Nochevieja.[8][9][10][11][12][13][14][15][16][17][18][19]

- El Cross Pinares de Lerín, una de las carreras del atletismo navarro más importantes ya que forma parte del Circuito Navarro.[20][21][22]